# Мацегорова Марія Петрівна
Марія Петрівна Мацегорова (2 жовтня 1922, село Хрестище, тепер Берестинського району Харківської області — 31 серпня 2003) — українська радянська діячка, завідувач свиноферми колгоспу імені Кірова Красноградського району Харківської області. Герой Соціалістичної Праці (22.03.1966). Депутат Верховної Ради СРСР 7—8-го скликань.

## Життєпис
Народилася в селянській родині. Освіта неповна середня: закінчила семирічну школу.
З 1937 по 1941 рік працювала свинаркою колгоспу «1 Травня» Красноградського району Харківської області.
У 1943—1961 роках — свинарка колгоспу імені Шевченка (потім — імені Кірова), з 1961 року — завідувач свинотоварної ферми колгоспу імені Кірова села Хрестище Красноградського району Харківської області.
Член КПРС з 1956 року.
Потім — на пенсії в місті Краснограді (нині Берестин) Харківської області.

## Нагороди
- Герой Соціалістичної Праці (22.03.1966)
- два ордени Леніна (26.02.1958, 22.03.1966)
- медалі